# Ледер, Карлос
Карлос Энрике Ледер Ривас (исп. Carlos Enrique Lehder Rivas) — колумбийский наркобарон, один из создателей Медельинского кокаинового картеля, одна из самых известных и одиозных личностей в преступной сфере наркоторговли. Является гражданином Колумбии и Германии. Был арестован в 1987 году, позже выдан США, где был осуждён за контрабанду и торговлю кокаином на пожизненное заключение без права досрочного освобождения и ещё на 135 лет.

## Биография
Карлос Ледер родился в 1949 году в городе Армения, Колумбия, в семье инженера — немца по национальности, и учительницы-колумбийки. Позже это стало причиной для его прозвища — El Aleman («немец» по-испански). Карлос был младшим из четырёх детей. Родители Карлоса развелись, когда ему было 4 года. Карлос рано встал на преступный путь. Он бросил школу в 6 классе и провел юность, промышляя угонами автомобилей и переправкой их из США в Канаду, а первый опыт наркоторговли приобрёл, торгуя марихуаной

### Начало преступной деятельности
В 1973 году Карлос Ледер был арестован по обвинению в наркоторговле и попал в федеральную тюрьму Дэнбери штата Коннектикут, где познакомился с Джорджем Янгом — ещё одним наркоторговцем. В тюрьме двое молодых преступников сдружились и стали строить планы на дальнейшую жизнь после освобождения. Джордж Янг был к тому времени настоящим специалистом по контрабанде наркотиков (в особенности марихуаны) из Мексики при помощи лёгких одномоторных самолётов, поскольку те имели одно неоспоримое преимущество — могли летать ниже уровня радиолокационного контроля. Кроме того, у Джорджа Янга уже был план по налаживанию контрабанды кокаина в США, и он в красках описал все преимущества кокаина перед марихуаной: малый объём, и, как следствие, удобство транспортировки, высокую стоимость и прибыль. Карлос и Янг решили заняться после освобождения контрабандой кокаина в США. По замыслу Ледера, основным средством транспортировки кокаина должны были стать лёгкие одномоторные самолёты.
В 1976 году Джорджа Янга выпустили из тюрьмы за примерное поведение, а спустя год по той же причине освободили и Карлоса Ледера. Сразу же после освобождения Ледер отправился в Колумбию, где они с Янгом приступили к осуществлению своих замыслов. Они вошли в контакт с двумя американками, с которыми провели отпуск в Антигуа. Как оказалось потом, американок молодые наркодельцы использовали в своих целях, провозя в США в чемоданах девушек столько кокаина, что в случае его обнаружения им вполне мог грозить серьёзный тюремный срок. После нескольких таких перевозок вырученных денег оказалось вполне достаточно, чтобы купить собственный небольшой самолёт. После этого Ледер и Янг связались с колумбийцами и договорились с ними о более крупных поставках наркотиков.

### Норманс-Кей

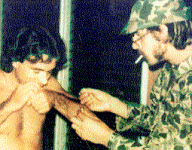
Карлос Ледер (слева) принимает кокаин со своим сокамерником Стивеном Яковаком на Норманс-Кей (1976 год).

В планах Карлоса Ледера и Джорджа Янга был один недостаток — небольшие одномоторные самолеты не могли перевозить грузы из Колумбии в США без дозаправки. Требовалась перевалочная база на полпути, в противном случае все задуманное предприятие грозило рухнуть, так и не начавшись. Ледер нашел выход. Он обратил внимание на небольшой багамский остров Норманс-Кей, находящийся в 340 километрах от побережья Флориды, что было достаточно близко к США и позволяло контролировать весь процесс контрабанды, и в то же время достаточно далеко, чтобы не опасаться американских властей. Карлос купил остров за 4,5 миллиона долларов, а затем вынудил всех его немногочисленных жителей покинуть свои дома. Некоторых из них удалось спровадить за взятку, некоторые были убиты. Кроме этого, деятельность Ледера на Норманс-Кей защищали подкупленные им багамские чиновники. На острове Карлос построил километровую взлётную полосу, радар, выставил на острове для охраны группу коммандос, подготовленных Яиром Кляйном. Остров Норманс-Кей был превращен в самую настоящую неприступную крепость: его патрулировала вооруженная охрана, больше походившая на мини-армию со своими внедорожниками, патрульными катерами, крупнокалиберными пулемётами и т. д., а принадлежащий Карлосу аэропорт охраняли десятки доберманов. Кокаин из Колумбии поставлялся через Норманс-Кей в Джорджию, Флориду и Каролину. Вскоре дела у соратников пошли настолько хорошо, что ежедневно через остров проходил груз кокаина весом до 300 кг. В течение короткого времени Ледер разбогател и привлек к себе внимание влиятельных и могущественных колумбийских наркобаронов. Вскоре после знакомства с ними Карлос Ледер, Пабло Эскобар, Хосе Гонзало Родригес Гача и клан Очоа основали знаменитый Медельинский кокаиновый картель. Незадолго до этого события Карлос Ледер и Джордж Янг поругались (по некоторым данным, причиной разногласии являлось стремление Ледера при помощи тайных махинаций сделать Норманс-Кей своей личной собственностью) и прекратили своё сотрудничество. С уходом Янга Ледер стал единоличным владельцем как Норманс-Кей, так и всей контрабанды из Колумбии в США, что приносило ему баснословную прибыль и, в итоге, сделало его одним из богатейших людей на планете. С 1978 по 1982 год через остров проходил основной канал поставки в США колумбийского кокаина, что составляло не менее 25 % от общей доли наркотика на американском чёрном рынке.

### Конец кокаиновой империи, преследование и арест
Началом конца успешной «карьеры» Карлоса Ледера стал конец 1970-х — начало 1980-х годов, причём Ледер, к тому времени сам пристрастившийся к кокаину и страдавший манией величия, сам в немалой степени поспособствовал краху своей же кокаиновой империи. Неосторожное поведение на острове Норманс-Кей (в частности, крайне грубое и незаконное изгнание местных жителей острова) привело к настолько значительному числу жалоб на него, что даже властям, большей частью подкупленным Ледером, не удавалось, при всем желании, закрывать глаза на его деятельность. Ледеру начали поступать предупреждения и предложения от властей покинуть остров, но он на это не реагировал, предпочитая попросту откупаться от досаждавших ему чиновников. 5 сентября 1983 года Брайан Росс опубликовал свой знаменитый доклад о коррупции в багамском правительстве (в том числе и о фактах подкупа Ледером ряда багамских чиновников), после чего последовал штурм Норманс-Кея полицейским десантом и замораживание всех счетов Ледера в Колумбии и США. Это нанесло серьезный удар по его бизнесу. Кроме этого, США потребовали выдачи им Карлоса Ледера для суда (к тому времени американские правоохранительные органы смогли собрать достаточное количество материалов для возбуждения против него уголовного дела), но Ледер не был выдан — ему помог Пабло Эскобар. На фоне этих событий Ледер начал действовать опрометчиво и необдуманно. Последней каплей, переполнившей чашу терпения официальных властей Колумбии, стало заказанное Ледером убийство в 1984 году министра юстиции Колумбии Родриго Лары Бонильи. На картель начали настоящую охоту, а президент Колумбии Белисарио Бетанкур, бывший до этого стойким противником выдачи колумбийцев США, лично подписал распоряжение о выдаче всех наркобаронов по первому же требованию американской стороны. Таким образом, правоохранительным органам США было законодательно разрешено преследовать и судить колумбийских наркобаронов. Эти меры привели к настоящей полномасштабной войне между наркокартелями и властями, что привело к большому количеству жертв, в том числе и среди мирного населения Колумбии. По некоторым оценкам, за время проведения спецопераций погибли более сотни журналистов, число погибших полицейских исчисляется тысячами. Долгое время Карлос Ледер скрывался среди партизан, а в 1985 году даже появился на телевидении, где он осудил «американский империализм и договоры о выдаче колумбийских граждан для суда в США», играя при этом на национальных чувствах колумбийцев. Впрочем, это ему не помогло. Ледер был арестован в 1987 году в джунглях Колумбии, где скрывался от властей, и позже был выдан США, где был осуждён на пожизненное заключение без права досрочного освобождения и ещё на 135 лет.
16 июня 2020 года адвокат Ледера сообщил, что он был освобожден из тюрьмы в первой половине июня и депортирован в Германию, так как имеет двойное немецко-колумбийское гражданство. Карлос Ледер получил немецкое гражданство через своего отца, эмигрировавшего в Колумбию. Адвокат сообщил, что Ледер не заинтересован в возвращении в Колумбию, а немецкие власти оказали ему помощь в переселении на историческую родину.